# Giả thuyết Firoozbakht

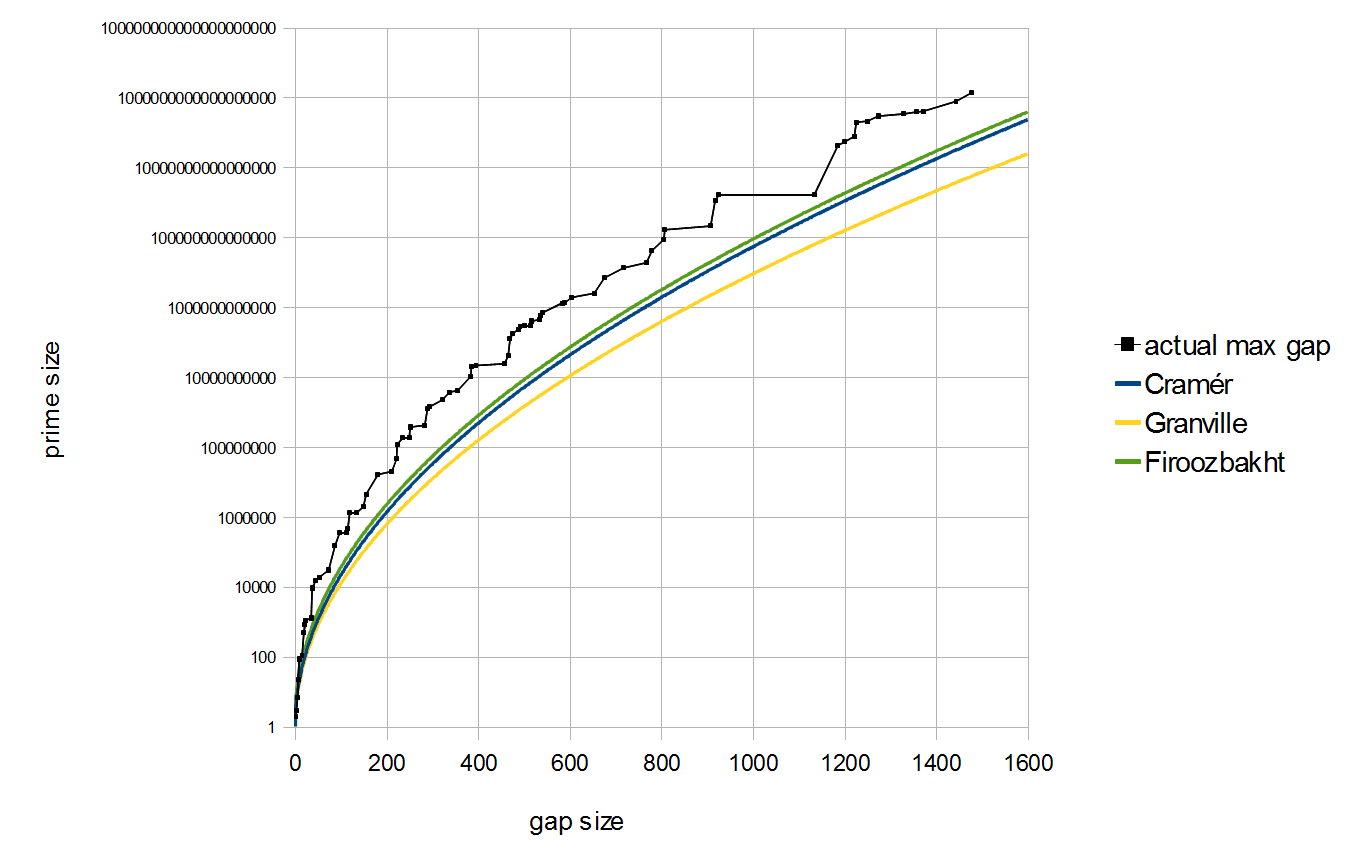
Hàm khoảng cách số nguyên tố

Trong lý thuyết số, Giả thuyết Firoozbakht ) là giả thuyết về sự phân phối của các số nguyên tố. Nó được đặt tên theo nhà toán học Farideh Firoozbakht người phát biểu nó lần đầu trong 1982.
Giả thuyết phát biểu rằng {\displaystyle p_{n}^{1/n}} (trong đó {\displaystyle p_{n}} là số nguyên tố thứ n) là hàm giảm ngặt của n,
{\displaystyle {\sqrt[{n+1}]{p_{n+1}}}<{\sqrt[{n}]{p_{n}}}\qquad {\text{ với mọi }}n\geq 1.}
hoặc tương đương:
{\displaystyle p_{n+1}<p_{n}^{1+{\frac {1}{n}}}\qquad {\text{ với mọi }}n\geq 1,}
xem  A182134,  A246782.
Sử dụng các khoảng cách tối đại, Farideh Firoozbakht đã kiểm chứng giả thuyết của bà cho tới 4.444×1012. Nhờ mở rộng đáng kể bảng các khoảng cách tối đại, giả thuyết được kiểm chứng cho tất cả số nguyên tố nằm dưới 264 ≈ 184×1019.
Nếu giả thuyết đúng, thì hàm khoảng cách số nguyên tố {\displaystyle g_{n}=p_{n+1}-p_{n}} sẽ thỏa mãn:
{\displaystyle g_{n}<(\log p_{n})^{2}-\log p_{n}\qquad {\text{ với mọi }}n>4.}
Hơn nữa:
{\displaystyle g_{n}<(\log p_{n})^{2}-\log p_{n}-1\qquad {\text{ với mọi }}n>9,}
xem thêm  A111943. Đây làm một trong những cận trên mạnh nhất cho khoảng cách số nguyên tố, đôi khi còn mạnh hơn cả giả thuyết của Cramér và Shanks. Nó suy ra dạng mạnh hơn của giả thuyết Cramér và do đó không nhất quán với heuristic của Granville và Pintz và của Maier rằng
{\displaystyle g_{n}>{\frac {2-\varepsilon }{e^{\gamma }}}(\log p_{n})^{2}\approx 1.1229(\log p_{n})^{2},}
xuất hiện vô số lần với bất kỳ {\displaystyle \varepsilon >0,} trong đó {\displaystyle \gamma } là hằng số Euler–Mascheroni.
Có hai giả thuyết có liên quan sau (xem bình luận dưới  A182514) là
{\displaystyle \left({\frac {\log(p_{n+1})}{\log(p_{n})}}\right)^{n}<e,}
là dạng yếu hơn, và
{\displaystyle \left({\frac {p_{n+1}}{p_{n}}}\right)^{n}<n\log(n)\qquad {\text{ với mọi }}n>5,}
là dạng mạnh hơn.